# Maturín
Maturín ist die Hauptstadt des venezolanischen Staates Monagas und liegt 520 Kilometer östlich von Caracas. Sie liegt auf 67 Meter über Meer am Río Guarapiche und zählt etwa 487.049 Einwohner (Stand 2011).

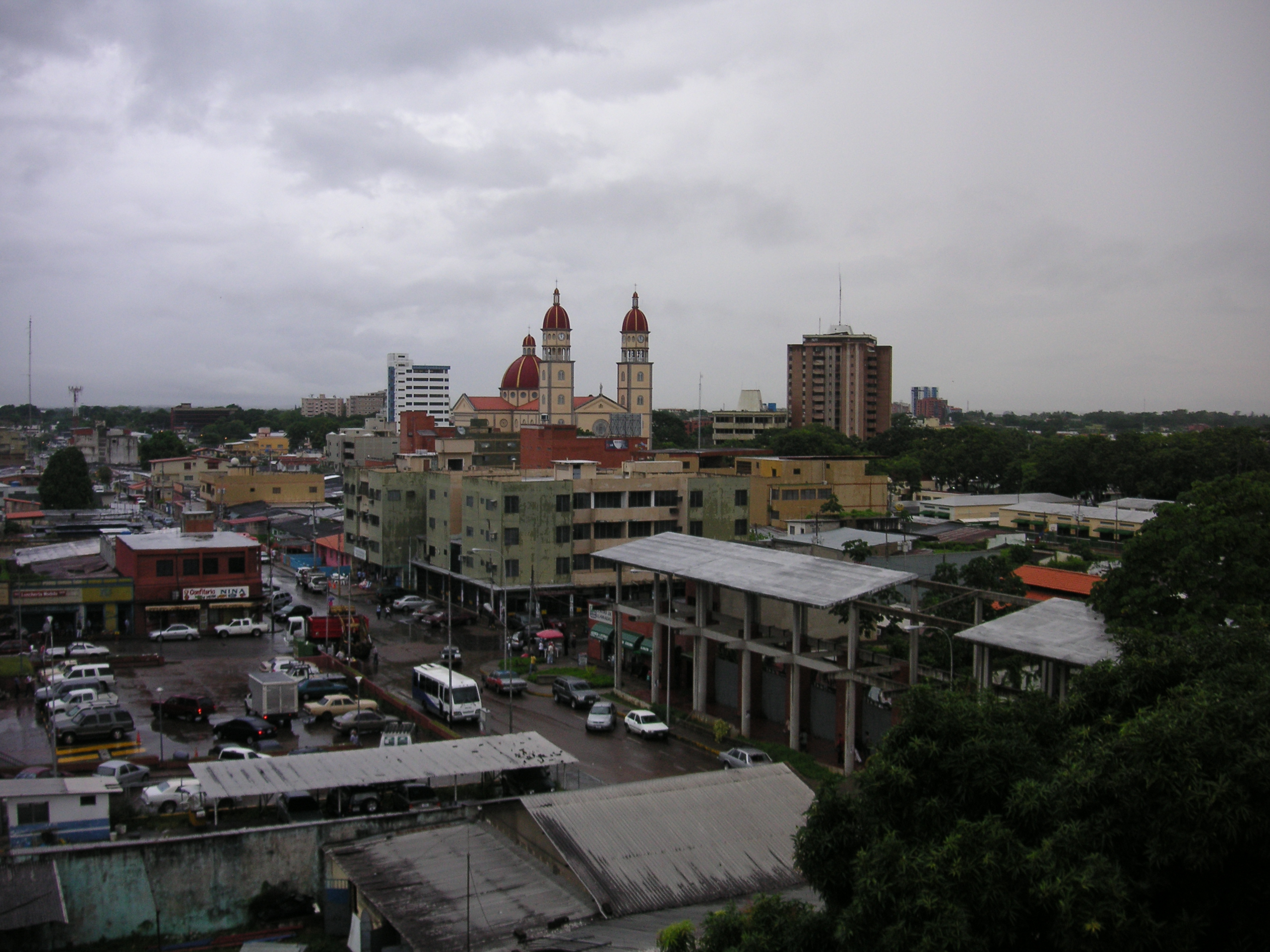
Maturíns Skyline mit der Kathedrale

## Geschichte
Die Stadt wurde am 7. Dezember 1760 durch den Franziskanerpater Lucas de Zaragoza als Missionsstation für die Chaimas-Indianer gegründet. Lucas de Zaragoza gab ihr den Namen San Judas Tadeo de Maturín. Später hatte diese Stadt die folgenden Namen: San Fernando de Maturín, San Simón de Maturín und am Ende Maturín.
Maturín war zu verschiedenen Zeiten Schauplatz des Unabhängigkeitskriegs. So wurde es beispielsweise im Februar 1813 von den Freiwilligen des Revolutionärs Santiago Mariño eingenommen, dessen Feldzug zusammen mit den militärischen Operationen Simón Bolívars im Westen Venezuelas die Gründung der Zweiten Republik ermöglichte.

## Wirtschaft
Maturín ist das Zentrum einer eher landwirtschaftlich geprägten Region. Die Entdeckung von Erdölvorkommen in der Nähe der Stadt 1936 führte zu einem großen wirtschaftlichen Aufschwung. Die Stadt verfügt über einen internationalen Flughafen.

## Bildung
- El Pedagógico de Maturín, pädagogische Hochschule
- UBV (Universidad Bolivariana de Venezuela) (Bolivarianische Universität von Venezuela)
- Universidad de Oriente (Universität des Ostens).

## Sehenswürdigkeiten
Der Bolívarplatz liegt im Herzen der Stadt. In der Nähe des Platzes befindet sich die älteste katholische Kirche von Maturín, die St. Simónskirche.
Amana von Tamarindo ist ein kleines Dorf nahe Maturín. In Amana von Tamarindo wurde der General José Tadeo Monagas geboren.

## Parkanlagen
Maturín besitzt viele Parkanlagen. La Guaricha ist der Zoo von Maturín, gegründet 1979. Er befindet sich am Raúl Leoni Boulevard.
Menca de Leoni ist ein kleiner Park. Am Anfang war Menca de Leonis Park ein alter Zoo. Später wurden die Tiere in den Guarichaspark verlegt.
Andere Parks sind  Andrés Eloy Blanco, Padilla Ron (in las Cocuizas Wohnsiedlung), Los Guaritos (in los Guaritos Wohnsiedlung) und Rómulo Betancourt (in die Universidad Allee).

## Museen und Galerien
Die José Eloy Palacios Kunstschule und eine Bibliothek bilden den Kulturkomplex von Maturín. Ein Museum für Moderne Kunst („Mateo Manaure“) und ein Theater sind geplant.
Das völkerkundliche Museum hat eine ständige Ausstellung über die Kultur der Urbewohner, der Indianer des Staates Monagas. Es ist im Sportkomplex angesiedelt.
Es gibt eine Kunstgalerie, die zur Nationalkette von Kunstgalerien gehört. Sie befindet sich im „Einkaufszentrum Guarapiches“.
Das Museum für Rundfunk zeigt Fotos und technische Geräte von Rundfunksendern und Zeitungen. Dieses Museum liegt im Künstlerhaus von Maturín.

## Massenmedien
Die Stadt Maturín ist der Ort mit der größten Mediendichte im Staat Monagas. Die Zeitungen Maturíns sind El Oriental (gegründet 1982), La Prensa de Monagas (gegründet 1998), Extra, El Sol (gegründet 1970) und El Periódico.
Maturín hat mehrere private Hörfunksender: Radio Maturín 1180 (gegründet 1960), Radio Monagas 960 (gegründet 1948) und Radio Guarapiche 840 (gegründet 1983) sind Mittelwellenstationen.
TVO, Orivision und Monagas TV sind die privaten Fernsehsender.

## Sport

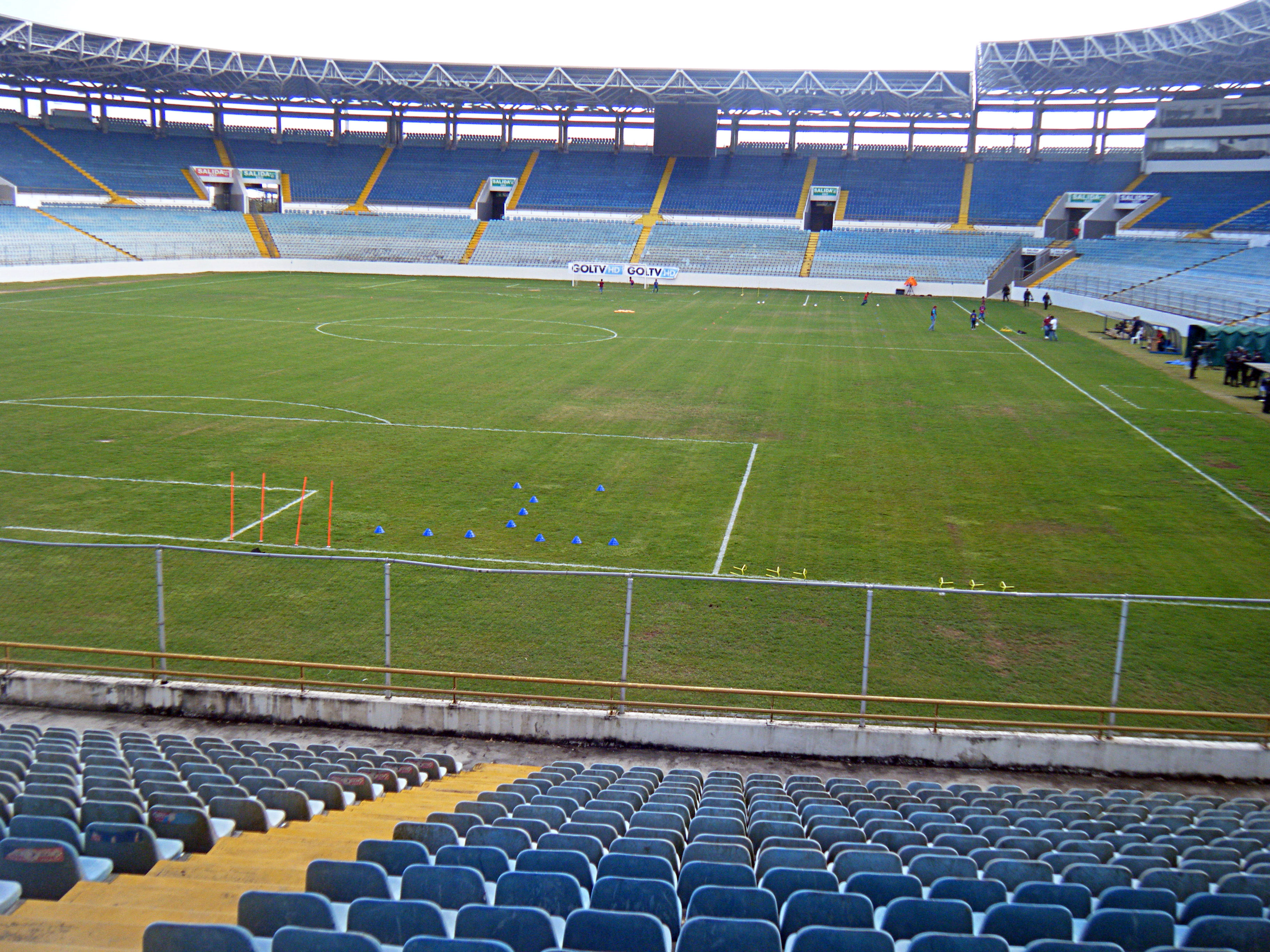
Stadion Estadio Monumental de Maturin.

Monagas Sport Club ist der Fußballverein der Stadt Maturín. Er wurde 1987 gegründet und spielt im Alexander-Bottini-Stadion. Aufgrund der im Jahr 2007 stattfindenden Copa América wird ein neues Stadion errichtet. Das Stadion Estadio Monumental de Maturin soll 52.000 Besuchern Platz bieten und wird nach Bauabschluss das größte Stadion Venezuelas sein.
Maturín ist Sitz des Basketballvereins Gatos de Monagas (Katzen aus Monagas). Der Verein spielt in der Sporthalle Gilberto Roque Morales.

## Politik
Seit Dezember 1989 hat Maturín seine Bürgermeister gewählt. Hier ist eine Bürgermeistersliste:
- María Elena de Cañizales (1990–1992)  Acción Democrática
- José Enrique López Tablero (1993–1995) COPEI, MAS
- Domingo Urbina Simoza (1996–2000), (2000–2004)  Acción Democrática
- Prof. Numa Rojas (2004–2008) Movimiento Quinta República
- José Maicavares (2008–) (PSUV)

## Söhne und Töchter der Stadt
- Andrés Rojas, Unabhängigkeitskämpfer
- Carlos Möhle, Musiker, Zahnarzt, Fotograf und Apotheker
- Jorcerys Montilla (* 1995), Schachspielerin
- José Gabriel Núñez Romberg, Musiker
- José Antonio Núñez Romberg, Mathematiker, Lehrer und Historiker
- Félix Armando Núñez, Dichter, Lehrer und Dekan von Chilesuniversität
- Idelfonso Núñez Mares, Dichter und Lehrer
- Eloy Palacios, Bildhauer
- José María Núñez, Historiker

## Klimatabelle
|                       | Jan  | Feb  | Mär  | Apr  | Mai  | Jun  | Jul  | Aug  | Sep  | Okt  | Nov  | Dez  |   |      |
| Mittl. Tagesmax. (°C) | 30,7 | 31,4 | 32,2 | 32,8 | 32,4 | 30,9 | 30,9 | 31,6 | 32,3 | 32,3 | 31,5 | 30,7 | ⌀ | 31,6 |
| Mittl. Tagesmin. (°C) | 21,7 | 21,7 | 22,0 | 22,8 | 23,2 | 22,9 | 22,8 | 23,1 | 23,5 | 23,4 | 23,2 | 22,4 | ⌀ | 22,7 |
|                       |      |      |      |      |      |      |      |      |      |      |      |      |   |      |
| Niederschlag (mm)     | 58   | 33   | 24   | 37   | 100  | 208  | 215  | 177  | 131  | 107  | 135  | 111  | Σ | 1336 |
|                       |      |      |      |      |      |      |      |      |      |      |      |      |   |      |
| Sonnenstunden (h/d)   | 8,0  | 8,0  | 8,1  | 7,6  | 6,9  | 5,6  | 6,0  | 6,6  | 7,1  | 7,5  | 7,3  | 7,4  | ⌀ | 7,2  |
|                       |      |      |      |      |      |      |      |      |      |      |      |      |   |      |
| Regentage (d)         | 10   | 6    | 4    | 4    | 11   | 18   | 20   | 18   | 13   | 12   | 14   | 13   | Σ | 143  |
|                       |      |      |      |      |      |      |      |      |      |      |      |      |   |      |
| Luftfeuchtigkeit (%)  | 80   | 78   | 76   | 75   | 78   | 84   | 85   | 84   | 81   | 81   | 83   | 83   | ⌀ | 80,7 |

| 21,7 |

| 21,7 |

| 22,0 |

| 22,8 |

| 23,2 |

| 22,9 |

| 22,8 |

| 23,1 |

| 23,5 |

| 23,4 |

| 23,2 |

| 22,4 |

| 21,7 |

| 21,7 |

| 22,0 |

| 22,8 |

| 23,2 |

| 22,9 |

| 22,8 |

| 23,1 |

| 23,5 |

| 23,4 |

| 23,2 |

| 22,4 |